# Haris Seferović
Haris Seferović (Sursee, 22 febbraio 1992) è un calciatore svizzero, attaccante dello United FC.

## Biografia
Figlio di Hamza e Šefika Seferović, ha un fratello minore di nome Adis, è nato a Sursee da genitori bosgnacchi emigrati da Sanski Most verso la fine degli anni ottanta, nell'allora Jugoslavia (oggi in Bosnia ed Erzegovina). È sposato con Amina, i due si conoscono dai tempi dell'adolescenza, dal loro matrimonio sono nati due figli, Liam e Liana.

## Caratteristiche tecniche
È una prima punta, mancina di piede, dotata di un ottimo sinistro ed abile nell'attaccare la profondità. Vanta un buon atletismo, in attacco sfrutta bene il movimento senza palla, è abile nel calciare di prima intenzione e possiede un buon tiro dalla media distanza, ma è capace anche di colpire bene di testa. Pecca nella lucidità sotto porta e nella gestione della palla.

## Carriera

### Club

#### Grasshoppers
Ha esordito tra i professionisti nel Grasshopper, nella stagione 2008-2009. Con gli svizzeri disputa tre partite.
Nel 2009 viene eletto come miglior giovane talento svizzero dell'anno insieme a Shaqiri.

#### Fiorentina e prestiti a Lecce e Novara
Il 30 gennaio 2010 si trasferisce a titolo definitivo alla Fiorentina per circa due milioni di euro. Il 30 novembre 2010 debutta in Coppa Italia, nella vittoria per 3-0 contro la Reggina, sostituendo Khouma El Babacar al 48º minuto. Il 22 maggio 2011 esordisce in Serie A, nel pareggio per 2-2 sul campo del Brescia. Il 9 giugno, nella semifinale del Campionato Primavera contro il Varese, commette l'errore decisivo nella serie dei tiri di rigore, non permettendo alla sua squadra di approdare in finale.
Il 4 agosto 2011 viene ceduto agli svizzeri del Neuchâtel Xamax con la formula del prestito oneroso. L'11 settembre segna la sua prima rete nel massimo campionato svizzero, nel 2-0 casalingo contro il Grasshopper, sua ex squadra. Il 4 gennaio 2012 è svincolato dal Neuchâtel Xamax per aver preteso uno stipendio arretrato, ed il 26 gennaio successivo è ufficializzato il suo passaggio, in prestito con diritto di riscatto della comproprietà, al Lecce. Con i giallorossi colleziona 5 presenze in Serie A e alla fine della stagione non è riscattato dai pugliesi, così fa ritorno alla Fiorentina.
Inizia la stagione 2012-2013 in maglia viola. Il 28 novembre 2012 segna il suo primo gol con i toscani, nella vittoria per 2-0 contro la Juve Stabia in Coppa Italia. Il 30 gennaio 2013 passa in prestito al Novara. Il 17 aprile seguente realizza una tripletta nella vittoria per 1-3 contro il Livorno. Conclude la sua stagione in Serie B con 10 gol in 18 partite, compresi i play-off.

#### Real Sociedad
L'11 luglio dello stesso anno, viene acquistato dalla Real Sociedad per tre milioni di euro. Il 17 agosto seguente segna il suo primo gol con la nuova maglia, nel 2-0 casalingo contro il Getafe. Il 20 agosto realizza la sua prima rete in Champions League, nella gara d'andata dei play-off contro il Lione (2-0). Il 2 novembre mette a segno il suo secondo gol in campionato, nella vittoria per 5-0 contro l'Osasuna.

#### Eintracht Francoforte
Il 1º agosto 2014 è acquistato dall'Eintracht Francoforte, con cui firma un triennale. Debutta il 16 agosto in casa del Viktoria Berlino nella partita di primo turno di Coppa di Germania vinta per 2-0 dai suoi; una settimana dopo esordisce in Bundesliga siglando il gol che fa vincere l'Eintracht contro il Friburgo in casa (1-0). In tre anni colleziona 96 presenze totali con i rossoneri, con 19 reti segnate.

#### Benfica
Il 2 giugno 2017, giunto in scadenza di contratto con il club tedesco, si lega per cinque anni al Benfica. Esordisce in Supercoppa di Portogallo il 5 agosto contro il Vitória Guimarães, contribuendo con un gol, il secondo dei suoi, al successo per 3-1. Cinque giorni dopo debutta in Primeira Liga nella partita vinta per 3-1 in casa contro il Braga. Nella prima annata in Portogallo segna 6 gol in tutte le competizioni, tutti nel primo tempo.
Nella stagione 2018-2019, dopo l'arrivo del tecnico Bruno Lage nel mese di gennaio, Seferović torna a segnare con grande continuità, risultando decisivo per la vittoria del campionato e per il percorso del Benfica in Europa League. L'attaccante chiude la stagione con 23 gol (19 da gennaio) in 26 presenze in campionato, con sei doppiette, di cui una all'ultima giornata nel successo casalingo per 4-1 contro il Santa Clara, decisivo per la conquista del 37º titolo.

#### Prestito al Galatasaray e al Celta Vigo
Reduce da un anno difficile che lo ha visto stare fuori a lungo, il 20 luglio 2022 passa al Galatasaray con la formula del prestito oneroso da 1 milione con diritto di riscatto fissato a 2,5 milioni.
Il 31 gennaio 2023 viene nuovamente girato in prestito, questa volta al club iberico del Celta Vigo.

#### Partenza per gli Emirati
Il 5 luglio 2023 lucernese lascia il Benfica, con il quale era sotto contratto fino al 30 giugno del 2024, e passa alla squadra emirata dell'Al-Wasl, firmando un contratto di due anni.

### Nazionale

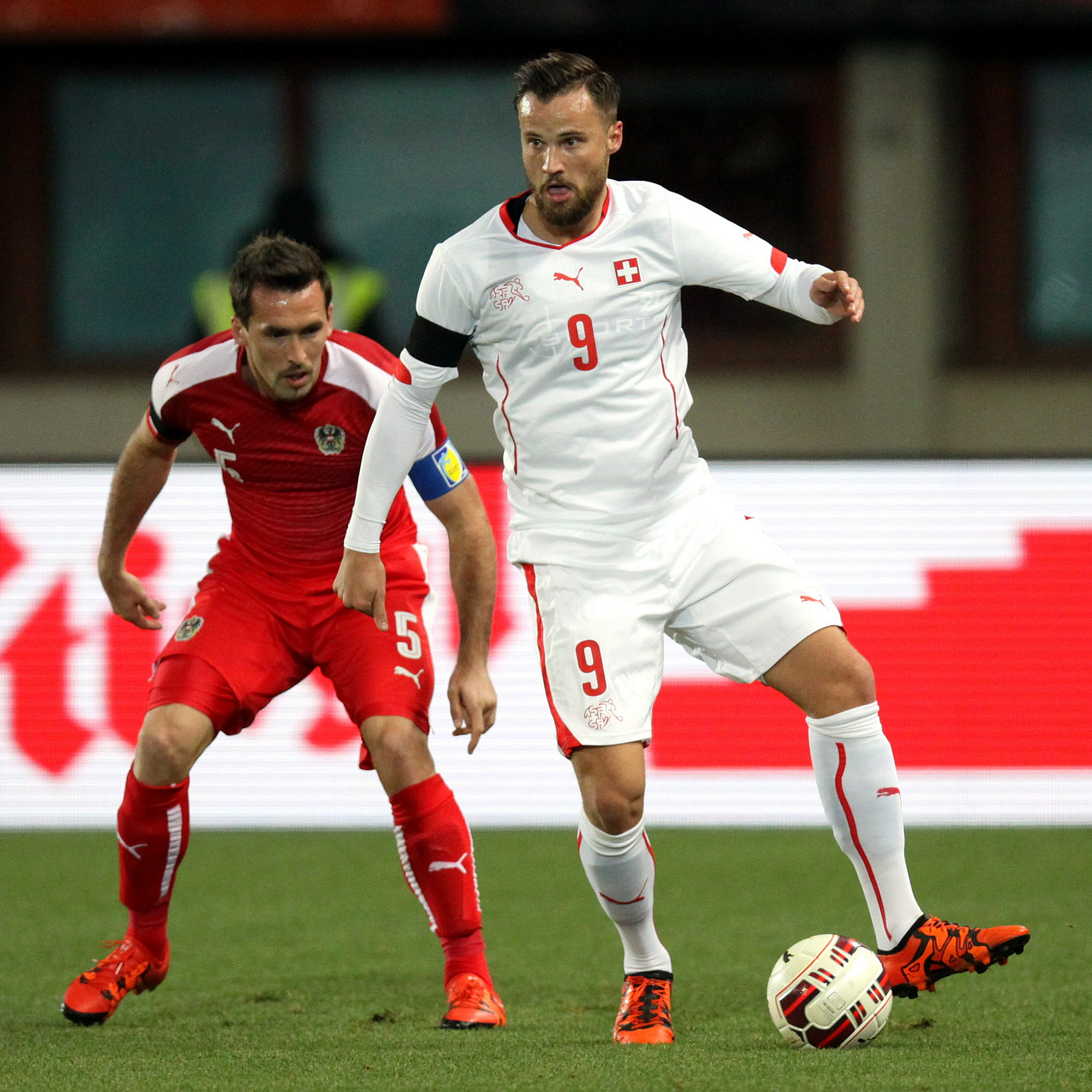
Seferović in azione con la maglia della nazionale svizzera nel 2015.

Con la nazionale Under-17 partecipa all'edizione del 2009 dei Mondiali di categoria. In questa competizione vince anche il titolo di capocannoniere, unitamente a Borja González, Sani Emmanuel e Sebastián Gallegos, mettendo a segno 5 gol: segna una doppietta battendo per 4-3 il Giappone, con lo stesso risultato si impone contro la Germania dove Seferović realizza una rete nel secondo tempo, un'altra rete la mette a segno prevalendo per 4-0 contro la Colombia, infine è stato decisivo in finale, dove la Svizzera ha battuto la Nigeria padrone di casa, per 1-0 grazie ad un suo gol di testa al 63'.
Il 1º settembre 2011, in occasione della partita valida per le qualificazioni all'Europeo 2013 contro l'Estonia Under-21, gioca la sua prima partita con l'Under-21 a Tallinn. Segna la sua prima rete con la Svizzera Under-21 a Sion il 5 settembre 2011 in occasione della partita valida per le qualificazioni all'Europeo 2013 contro la Croazia Under-21.
Riceve la prima chiamata per giocare con la nazionale maggiore per l'amichevole del 6 febbraio 2013 nel pareggio per 0-0 contro la Grecia, dove esordisce entrando al 69' al posto di Mario Gavranović. Segna il suo primo gol con la maglia della nazionale maggiore l'8 giugno 2013 in Svizzera-Cipro, terminata 1-0, gara valida per le qualificazioni ai mondiali e decisa al 90º dal gol di Seferović.
Convocato per il Mondiale 2014, all'esordio mette a segno al 93º la rete decisiva nel 2-1 sull'Ecuador. Viene convocato per gli Europei 2016 in Francia, giocando le quattro partire disputate dalla nazionale rossocrociata. Con gli elvetici disputa anche il Mondiale 2018, scendendo in campo in tre occasioni senza mai segnare. Il 18 novembre 2018 realizza una tripletta in nazionale contro il Belgio in UEFA Nations League, aiutando la squadra a vincere 5-2, dopo essere stata sotto di 2 reti nel punteggio. Al termine del torneo risulta, con 5 reti, il secondo miglior marcatore della competizione a pari merito con lo scozzese James Forrest, l'armeno Yura Movsisyan e il bielorusso Stanislaŭ Drahun.
Convocato per Euro 2020, apre le marcature nek successo per 3-1 contro la Turchia ai gironi. Durante l'europeo del Giugno 2021 contribuisce con una doppietta ad eliminare clamorosamente la Francia nel pareggio per 3-3 che vede la Svizzera prevalere per 5-4 ai rigori, raggiungendo così per la prima volta nella storia i quarti di finale del torneo continentale.
Nella UEFA Nations League segna il gol del 1-0 nel primo minuto della partita battendo il Portogallo.

## Statistiche

### Presenze e reti nei club
Statistiche aggiornate al 23 maggio 2025.
| Stagione                     | Squadra                      | Campionato                   | Campionato | Campionato | Coppe nazionali | Coppe nazionali | Coppe nazionali | Coppe continentali | Coppe continentali | Coppe continentali | Altre coppe | Altre coppe | Altre coppe | Totale | Totale |
| Stagione                     | Squadra                      | Comp                         | Pres       | Reti       | Comp            | Pres            | Reti            | Comp               | Pres               | Reti               | Comp        | Pres        | Reti        | Pres   | Reti   |
| ---------------------------- | ---------------------------- | ---------------------------- | ---------- | ---------- | --------------- | --------------- | --------------- | ------------------ | ------------------ | ------------------ | ----------- | ----------- | ----------- | ------ | ------ |
| 2008-2009                    | Grasshoppers                 | SL                           | 1          | 0          | CS              | 0               | 0               | CU                 | 0                  | 0                  | -           | -           | -           | 1      | 0      |
| 2009-2010                    | Grasshoppers                 | SL                           | 2          | 0          | CS              | 0               | 0               | -                  | -                  | -                  | -           | -           | -           | 2      | 0      |
| Totale Grasshoppers          | Totale Grasshoppers          | Totale Grasshoppers          | 3          | 0          |                 | 0               | 0               |                    | 0                  | 0                  |             | -           | -           | 3      | 0      |
| 2010-2011                    | Fiorentina                   | A                            | 1          | 0          | CI              | 2               | 0               | -                  | -                  | -                  | -           | -           | -           | 3      | 0      |
| 2011-gen. 2012               | Neuchâtel Xamax              | SL                           | 14         | 2          | CS              | 3               | 1               | -                  | -                  | -                  | -           | -           | -           | 17     | 3      |
| gen.-giu. 2012               | Lecce                        | A                            | 5          | 0          | CI              | -               | -               | -                  | -                  | -                  | -           | -           | -           | 5      | 0      |
| 2012-gen. 2013               | Fiorentina                   | A                            | 7          | 0          | CI              | 2               | 1               | -                  | -                  | -                  | -           | -           | -           | 9      | 1      |
| Totale Fiorentina            | Totale Fiorentina            | Totale Fiorentina            | 8          | 0          |                 | 4               | 1               |                    | -                  | -                  |             | -           | -           | 12     | 1      |
| gen.-giu. 2013               | Novara                       | B                            | 16+2       | 9+1        | CI              | -               | -               | -                  | -                  | -                  | -           | -           | -           | 18     | 10     |
| 2013-2014                    | Real Sociedad                | PD                           | 24         | 2          | CR              | 8               | 1               | UCL                | 8                  | 1                  | -           | -           | -           | 40     | 4      |
| 2014-2015                    | Eintracht Francoforte        | BL                           | 32         | 10         | CG              | 2               | 1               | -                  | -                  | -                  | -           | -           | -           | 34     | 11     |
| 2015-2016                    | Eintracht Francoforte        | BL                           | 29+2       | 3+1        | CG              | 2               | 0               | -                  | -                  | -                  | -           | -           | -           | 33     | 4      |
| 2016-2017                    | Eintracht Francoforte        | BL                           | 25         | 3          | CG              | 4               | 1               | -                  | -                  | -                  | -           | -           | -           | 29     | 4      |
| Totale Eintracht Francoforte | Totale Eintracht Francoforte | Totale Eintracht Francoforte | 86+2       | 16+1       |                 | 8               | 2               |                    | -                  | -                  |             | -           | -           | 96     | 19     |
| 2017-2018                    | Benfica                      | PL                           | 20         | 4          | CP+CdL          | 2+2             | 0+1             | UCL                | 4                  | 1                  | SP          | 1           | 1           | 29     | 7      |
| 2018-2019                    | Benfica                      | PL                           | 29         | 23         | CP+CdL          | 5+4             | 0+2             | UCL+UEL            | 8+5                | 1+1                | -           | -           | -           | 51     | 27     |
| 2019-2020                    | Benfica                      | PL                           | 30         | 5          | CP+CdL          | 5+2             | 2+0             | UCL+UEL            | 5+2                | 2+0                | SP          | 1           | 0           | 45     | 9      |
| 2020-2021                    | Benfica                      | PL                           | 31         | 22         | CP+CdL          | 6+2             | 4+0             | UCL+UEL            | 1+7                | 0                  | SP          | 1           | 0           | 48     | 26     |
| 2021-2022                    | Benfica                      | PL                           | 10         | 3          | CP+CdL          | 2+1             | 1+1             | UCL                | 2                  | 0                  | SP          | 0           | 0           | 15     | 5      |
| Totale Benfica               | Totale Benfica               | Totale Benfica               | 120        | 57         |                 | 31              | 11              |                    | 34                 | 5                  |             | 3           | 1           | 188    | 74     |
| 2022-gen. 2023               | Galatasaray                  | SL                           | 10         | 0          | TK              | 3               | 2               | -                  | -                  | -                  | -           | -           | -           | 13     | 2      |
| gen.-giu. 2023               | Celta Vigo                   | PD                           | 18         | 3          | CR              | 0               | 0               | -                  | -                  | -                  | -           | -           | -           | 18     | 3      |
| 2023-2024                    | Al-Wasl                      | PL                           | 25         | 11         | PC+CdL          | 3+6             | 3+2             | -                  | -                  | -                  | -           | -           | -           | 34     | 16     |
| 2024-2025                    | Al-Wasl                      | PL                           | 11         | 2          | PC+CdL          | 2+1             | 0+0             | ACL                | 6                  | 0                  | SEAU        | 1           | 0           | 21     | 2      |
| Totale Al Wasl               | Totale Al Wasl               | Totale Al Wasl               | 36         | 13         |                 | 13              | 5               |                    | 6                  | 0                  |             | 1           | 0           | 56     | 18     |
| gen.-giu. 2025               | Al-Nasr                      | PL                           | 12         | 2          | PC+CdL          | 0+0             | 0+0             | -                  | -                  | -                  | GCC         | 1           | 2           | 13     | 4      |
| Totale carriera              | Totale carriera              | Totale carriera              | 350        | 105        |                 | 67              | 23              |                    | 45                 | 6                  |             | 3           | 1           | 465    | 135    |

### Cronologia presenze e reti in nazionale
| Cronologia completa delle presenze e delle reti in nazionale ― Svizzera | Cronologia completa delle presenze e delle reti in nazionale ― Svizzera | Cronologia completa delle presenze e delle reti in nazionale ― Svizzera | Cronologia completa delle presenze e delle reti in nazionale ― Svizzera | Cronologia completa delle presenze e delle reti in nazionale ― Svizzera | Cronologia completa delle presenze e delle reti in nazionale ― Svizzera | Cronologia completa delle presenze e delle reti in nazionale ― Svizzera | Cronologia completa delle presenze e delle reti in nazionale ― Svizzera |
| Data                                                                    | Città                                                                   | In casa                                                                 | Risultato                                                               | Ospiti                                                                  | Competizione                                                            | Reti                                                                    | Note                                                                    |
| ----------------------------------------------------------------------- | ----------------------------------------------------------------------- | ----------------------------------------------------------------------- | ----------------------------------------------------------------------- | ----------------------------------------------------------------------- | ----------------------------------------------------------------------- | ----------------------------------------------------------------------- | ----------------------------------------------------------------------- |
| 6-2-2013                                                                | Atene                                                                   | Grecia                                                                  | 0 – 0                                                                   | Svizzera                                                                | Amichevole                                                              | -                                                                       | 68’                                                                     |
| 23-3-2013                                                               | Nicosia                                                                 | Cipro                                                                   | 0 – 0                                                                   | Svizzera                                                                | Qual. Mondiali 2014                                                     | -                                                                       | 33’                                                                     |
| 8-6-2013                                                                | Ginevra                                                                 | Svizzera                                                                | 1 – 0                                                                   | Cipro                                                                   | Qual. Mondiali 2014                                                     | 1                                                                       | 73’                                                                     |
| 14-8-2013                                                               | Basilea                                                                 | Svizzera                                                                | 1 – 0                                                                   | Brasile                                                                 | Amichevole                                                              | -                                                                       | 75’                                                                     |
| 6-9-2013                                                                | Berna                                                                   | Svizzera                                                                | 4 – 4                                                                   | Islanda                                                                 | Qual. Mondiali 2014                                                     | -                                                                       |                                                                         |
| 10-9-2013                                                               | Oslo                                                                    | Norvegia                                                                | 0 – 2                                                                   | Svizzera                                                                | Qual. Mondiali 2014                                                     | -                                                                       |                                                                         |
| 11-10-2013                                                              | Tirana                                                                  | Albania                                                                 | 1 – 2                                                                   | Svizzera                                                                | Qual. Mondiali 2014                                                     | -                                                                       | 89’                                                                     |
| 15-10-2013                                                              | Berna                                                                   | Svizzera                                                                | 1 – 0                                                                   | Slovenia                                                                | Qual. Mondiali 2014                                                     | -                                                                       | 71’                                                                     |
| 15-11-2013                                                              | Seul                                                                    | Corea del Sud                                                           | 2 – 1                                                                   | Svizzera                                                                | Amichevole                                                              | -                                                                       | 73’                                                                     |
| 30-5-2014                                                               | Lucerna                                                                 | Svizzera                                                                | 1 – 0                                                                   | Giamaica                                                                | Amichevole                                                              | -                                                                       | 46’                                                                     |
| 3-6-2014                                                                | Lucerna                                                                 | Svizzera                                                                | 2 – 0                                                                   | Perù                                                                    | Amichevole                                                              | -                                                                       | 64’                                                                     |
| 15-6-2014                                                               | Brasilia                                                                | Svizzera                                                                | 2 – 1                                                                   | Ecuador                                                                 | Mondiali 2014 - 1º Turno                                                | 1                                                                       | 75’                                                                     |
| 20-6-2014                                                               | Salvador                                                                | Svizzera                                                                | 2 – 5                                                                   | Francia                                                                 | Mondiali 2014 - 1º Turno                                                | -                                                                       | 69’                                                                     |
| 25-6-2014                                                               | Manaus                                                                  | Honduras                                                                | 0 – 3                                                                   | Svizzera                                                                | Mondiali 2014 - 1º Turno                                                | -                                                                       | 74’                                                                     |
| 1-7-2014                                                                | San Paolo                                                               | Argentina                                                               | 1 – 0 dts                                                               | Svizzera                                                                | Mondiali 2014 - Ottavi di finale                                        | -                                                                       | 82’                                                                     |
| 8-9-2014                                                                | Basilea                                                                 | Svizzera                                                                | 0 – 2                                                                   | Inghilterra                                                             | Qual. Euro 2016                                                         | -                                                                       |                                                                         |
| 9-10-2014                                                               | Maribor                                                                 | Slovenia                                                                | 1 – 0                                                                   | Svizzera                                                                | Qual. Euro 2016                                                         | -                                                                       |                                                                         |
| 14-10-2014                                                              | Serravalle                                                              | San Marino                                                              | 0 – 4                                                                   | Svizzera                                                                | Qual. Euro 2016                                                         | 2                                                                       |                                                                         |
| 15-11-2014                                                              | San Gallo                                                               | Svizzera                                                                | 4 – 0                                                                   | Lituania                                                                | Qual. Euro 2016                                                         | -                                                                       | 83’                                                                     |
| 18-11-2014                                                              | Breslavia                                                               | Polonia                                                                 | 2 – 2                                                                   | Svizzera                                                                | Amichevole                                                              | -                                                                       | 67’                                                                     |
| 27-3-2015                                                               | Lucerna                                                                 | Svizzera                                                                | 3 – 0                                                                   | Estonia                                                                 | Qual. Euro 2016                                                         | 1                                                                       |                                                                         |
| 31-3-2015                                                               | Zurigo                                                                  | Svizzera                                                                | 1 – 1                                                                   | Stati Uniti                                                             | Amichevole                                                              | -                                                                       | 72’                                                                     |
| 14-6-2015                                                               | Vilnius                                                                 | Lituania                                                                | 1 – 2                                                                   | Svizzera                                                                | Qual. Euro 2016                                                         | -                                                                       | 58’                                                                     |
| 5-9-2015                                                                | Basilea                                                                 | Svizzera                                                                | 3 – 2                                                                   | Slovenia                                                                | Qual. Euro 2016                                                         | -                                                                       | 80’                                                                     |
| 8-9-2015                                                                | Londra                                                                  | Inghilterra                                                             | 2 – 0                                                                   | Svizzera                                                                | Qual. Euro 2016                                                         | -                                                                       | 72’                                                                     |
| 13-11-2015                                                              | Trnava                                                                  | Slovacchia                                                              | 3 – 2                                                                   | Svizzera                                                                | Amichevole                                                              | -                                                                       | 74’ - 79’                                                               |
| 17-11-2015                                                              | Vienna                                                                  | Austria                                                                 | 1 – 2                                                                   | Svizzera                                                                | Amichevole                                                              | 2                                                                       | 77’                                                                     |
| 25-3-2016                                                               | Dublino                                                                 | Irlanda                                                                 | 1 – 0                                                                   | Svizzera                                                                | Amichevole                                                              | -                                                                       | 62’                                                                     |
| 29-3-2016                                                               | Zurigo                                                                  | Svizzera                                                                | 0 – 2                                                                   | Bosnia ed Erzegovina                                                    | Amichevole                                                              | -                                                                       |                                                                         |
| 28-5-2016                                                               | Ginevra                                                                 | Svizzera                                                                | 1 – 2                                                                   | Belgio                                                                  | Amichevole                                                              | -                                                                       | 41’ -                                                                   |
| 11-6-2016                                                               | Lens                                                                    | Albania                                                                 | 0 – 1                                                                   | Svizzera                                                                | Euro 2016 - 1º turno                                                    | -                                                                       |                                                                         |
| 15-6-2016                                                               | Parigi                                                                  | Romania                                                                 | 1 – 1                                                                   | Svizzera                                                                | Euro 2016 - 1º turno                                                    | -                                                                       | 63’                                                                     |
| 19-6-2016                                                               | Lilla                                                                   | Svizzera                                                                | 0 – 0                                                                   | Francia                                                                 | Euro 2016 - 1º turno                                                    | -                                                                       | 74’                                                                     |
| 25-6-2016                                                               | Saint-Étienne                                                           | Svizzera                                                                | 1 – 1 dts (4 - 5 dtr)                                                   | Polonia                                                                 | Euro 2016 - Ottavi di finale                                            | -                                                                       |                                                                         |
| 6-9-2016                                                                | Basilea                                                                 | Svizzera                                                                | 2 – 0                                                                   | Portogallo                                                              | Qual. Mondiali 2018                                                     | -                                                                       | 78’                                                                     |
| 7-10-2016                                                               | Budapest                                                                | Ungheria                                                                | 2 – 3                                                                   | Svizzera                                                                | Qual. Mondiali 2018                                                     | 1                                                                       | 73’                                                                     |
| 10-10-2016                                                              | Andorra la Vella                                                        | Andorra                                                                 | 1 – 2                                                                   | Svizzera                                                                | Qual. Mondiali 2018                                                     | -                                                                       |                                                                         |
| 13-11-2016                                                              | Lucerna                                                                 | Svizzera                                                                | 2 – 0                                                                   | Fær Øer                                                                 | Qual. Mondiali 2018                                                     | -                                                                       | 87’                                                                     |
| 25-3-2017                                                               | Ginevra                                                                 | Svizzera                                                                | 1 – 0                                                                   | Lettonia                                                                | Qual. Mondiali 2018                                                     | -                                                                       | 84’                                                                     |
| 1-6-2017                                                                | Neuchâtel                                                               | Svizzera                                                                | 1 – 0                                                                   | Bielorussia                                                             | Amichevole                                                              | -                                                                       | 65’                                                                     |
| 9-6-2017                                                                | Tórshavn                                                                | Fær Øer                                                                 | 0 – 2                                                                   | Svizzera                                                                | Qual. Mondiali 2018                                                     | -                                                                       | 78’                                                                     |
| 31-8-2017                                                               | San Gallo                                                               | Svizzera                                                                | 3 – 0                                                                   | Andorra                                                                 | Qual. Mondiali 2018                                                     | 2                                                                       |                                                                         |
| 3-9-2017                                                                | Riga                                                                    | Lettonia                                                                | 0 – 3                                                                   | Svizzera                                                                | Qual. Mondiali 2018                                                     | 1                                                                       | 76’                                                                     |
| 7-10-2017                                                               | Basilea                                                                 | Svizzera                                                                | 5 – 2                                                                   | Ungheria                                                                | Qual. Mondiali 2018                                                     | -                                                                       | 63’                                                                     |
| 10-10-2017                                                              | Lisbona                                                                 | Portogallo                                                              | 2 – 0                                                                   | Svizzera                                                                | Qual. Mondiali 2018                                                     | -                                                                       |                                                                         |
| 9-11-2017                                                               | Belfast                                                                 | Irlanda del Nord                                                        | 0 – 1                                                                   | Svizzera                                                                | Qual. Mondiali 2018                                                     | -                                                                       |                                                                         |
| 12-11-2017                                                              | Basilea                                                                 | Svizzera                                                                | 0 – 0                                                                   | Irlanda del Nord                                                        | Qual. Mondiali 2018                                                     | -                                                                       | 77’                                                                     |
| 23-3-2018                                                               | Atene                                                                   | Grecia                                                                  | 0 – 1                                                                   | Svizzera                                                                | Amichevole                                                              | -                                                                       | 72’ - 86’                                                               |
| 27-3-2018                                                               | Basilea                                                                 | Svizzera                                                                | 6 – 0                                                                   | Panama                                                                  | Amichevole                                                              | -                                                                       | 58’                                                                     |
| 3-6-2018                                                                | Vila-real                                                               | Spagna                                                                  | 1 – 1                                                                   | Svizzera                                                                | Amichevole                                                              | -                                                                       | 46’                                                                     |
| 8-6-2018                                                                | Lugano                                                                  | Svizzera                                                                | 2 – 0                                                                   | Giappone                                                                | Amichevole                                                              | 1                                                                       | 64’                                                                     |
| 17-6-2018                                                               | Rostov                                                                  | Brasile                                                                 | 1 – 1                                                                   | Svizzera                                                                | Mondiali 2018 - 1º turno                                                | -                                                                       | 80’                                                                     |
| 22-6-2018                                                               | Kaliningrad                                                             | Serbia                                                                  | 1 – 2                                                                   | Svizzera                                                                | Mondiali 2018 - 1º turno                                                | -                                                                       | 46’                                                                     |
| 3-7-2018                                                                | San Pietroburgo                                                         | Svezia                                                                  | 1 – 0                                                                   | Svizzera                                                                | Mondiali 2018 - Ottavi di finale                                        | -                                                                       | 73’                                                                     |
| 8-9-2018                                                                | San Gallo                                                               | Svizzera                                                                | 6 – 0                                                                   | Islanda                                                                 | UEFA Nations League 2018-2019 - 1º turno                                | 1                                                                       | 72’                                                                     |
| 11-9-2018                                                               | Leicester                                                               | Inghilterra                                                             | 1 – 0                                                                   | Svizzera                                                                | Amichevole                                                              | -                                                                       | 80’                                                                     |
| 12-10-2018                                                              | Bruxelles                                                               | Belgio                                                                  | 2 – 1                                                                   | Svizzera                                                                | UEFA Nations League 2018-2019 - 1º turno                                | -                                                                       | 69’                                                                     |
| 15-10-2018                                                              | Reykjavík                                                               | Islanda                                                                 | 1 – 2                                                                   | Svizzera                                                                | UEFA Nations League 2018-2019 - 1º turno                                | 1                                                                       | 90+1’                                                                   |
| 18-11-2018                                                              | Lucerna                                                                 | Svizzera                                                                | 5 – 2                                                                   | Belgio                                                                  | UEFA Nations League 2018-2019 - 1º turno                                | 3                                                                       | 87’ 90+2’                                                               |
| 5-6-2019                                                                | Porto                                                                   | Portogallo                                                              | 3 – 1                                                                   | Svizzera                                                                | UEFA Nations League 2018-2019 - Semifinale                              | -                                                                       |                                                                         |
| 9-6-2019                                                                | Guimarães                                                               | Svizzera                                                                | 0 – 0 dts (5 – 6 dtr)                                                   | Inghilterra                                                             | UEFA Nations League 2018-2019 - Finale 3º posto                         | -                                                                       | 113’                                                                    |
| 5-9-2019                                                                | Dublino                                                                 | Irlanda                                                                 | 1 – 1                                                                   | Svizzera                                                                | Qual. Euro 2020                                                         | -                                                                       |                                                                         |
| 12-10-2019                                                              | Copenaghen                                                              | Danimarca                                                               | 1 – 0                                                                   | Svizzera                                                                | Qual. Euro 2020                                                         | -                                                                       |                                                                         |
| 15-10-2019                                                              | Lancy                                                                   | Svizzera                                                                | 2 – 0                                                                   | Irlanda                                                                 | Qual. Euro 2020                                                         | 1                                                                       |                                                                         |
| 3-9-2020                                                                | Leopoli                                                                 | Ucraina                                                                 | 2 – 1                                                                   | Svizzera                                                                | UEFA Nations League 2020-2021 - 1º turno                                | 1                                                                       |                                                                         |
| 6-9-2020                                                                | Basilea                                                                 | Svizzera                                                                | 1 – 1                                                                   | Germania                                                                | UEFA Nations League 2020-2021 - 1º turno                                | -                                                                       |                                                                         |
| 10-10-2020                                                              | Madrid                                                                  | Spagna                                                                  | 1 – 0                                                                   | Svizzera                                                                | UEFA Nations League 2020-2021 - 1º turno                                | -                                                                       |                                                                         |
| 13-10-2020                                                              | Colonia                                                                 | Germania                                                                | 3 – 3                                                                   | Svizzera                                                                | UEFA Nations League 2020-2021 - 1º turno                                | -                                                                       | 85’                                                                     |
| 11-11-2020                                                              | Lovanio                                                                 | Belgio                                                                  | 2 – 1                                                                   | Svizzera                                                                | Amichevole                                                              | -                                                                       | 63’                                                                     |
| 14-11-2020                                                              | Basilea                                                                 | Svizzera                                                                | 1 – 1                                                                   | Spagna                                                                  | UEFA Nations League 2020-2021 - 1º turno                                | -                                                                       | 84’                                                                     |
| 25-3-2021                                                               | Sofia                                                                   | Bulgaria                                                                | 1 – 3                                                                   | Svizzera                                                                | Qual. Mondiali 2022                                                     | 1                                                                       | 86’                                                                     |
| 28-3-2021                                                               | San Gallo                                                               | Svizzera                                                                | 1 – 0                                                                   | Lituania                                                                | Qual. Mondiali 2022                                                     | -                                                                       |                                                                         |
| 31-3-2021                                                               | San Gallo                                                               | Svizzera                                                                | 3 – 2                                                                   | Finlandia                                                               | Amichevole                                                              | 1                                                                       | 67’                                                                     |
| 30-5-2021                                                               | San Gallo                                                               | Svizzera                                                                | 2 – 1                                                                   | Stati Uniti                                                             | Amichevole                                                              | -                                                                       | 84’                                                                     |
| 12-6-2021                                                               | Baku                                                                    | Galles                                                                  | 1 – 1                                                                   | Svizzera                                                                | Euro 2020 - 1º turno                                                    | -                                                                       | 84’                                                                     |
| 16-6-2021                                                               | Roma                                                                    | Italia                                                                  | 3 – 0                                                                   | Svizzera                                                                | Euro 2020 - 1º turno                                                    | -                                                                       | 46’                                                                     |
| 20-6-2021                                                               | Baku                                                                    | Svizzera                                                                | 3 – 1                                                                   | Turchia                                                                 | Euro 2020 - 1º turno                                                    | 1                                                                       | 75’                                                                     |
| 28-6-2021                                                               | Bucarest                                                                | Francia                                                                 | 3 – 3 dts (4 – 5 dtr)                                                   | Svizzera                                                                | Euro 2020 - Ottavi di finale                                            | 2                                                                       | 97’                                                                     |
| 2-7-2021                                                                | San Pietroburgo                                                         | Svizzera                                                                | 1 – 1 dts (1 – 3 dtr)                                                   | Spagna                                                                  | Euro 2020 - Quarti di finale                                            | -                                                                       | 82’                                                                     |
| 1-9-2021                                                                | Basilea                                                                 | Svizzera                                                                | 2 – 1                                                                   | Grecia                                                                  | Amichevole                                                              | -                                                                       | 69’                                                                     |
| 5-9-2021                                                                | Basilea                                                                 | Svizzera                                                                | 0 – 0                                                                   | Italia                                                                  | Qual. Mondiali 2022                                                     | -                                                                       | 85’                                                                     |
| 8-9-2021                                                                | Belfast                                                                 | Irlanda del Nord                                                        | 0 – 0                                                                   | Svizzera                                                                | Qual. Mondiali 2022                                                     | -                                                                       | 77’                                                                     |
| 2-6-2022                                                                | Praga                                                                   | Rep. Ceca                                                               | 2 – 1                                                                   | Svizzera                                                                | UEFA Nations League 2022-2023 - 1º turno                                | -                                                                       | 87’                                                                     |
| 5-6-2022                                                                | Lisbona                                                                 | Portogallo                                                              | 4 – 0                                                                   | Svizzera                                                                | UEFA Nations League 2022-2023 - 1º turno                                | -                                                                       | 62’                                                                     |
| 9-6-2022                                                                | Lancy                                                                   | Svizzera                                                                | 0 – 1                                                                   | Spagna                                                                  | UEFA Nations League 2022-2023 - 1º turno                                | -                                                                       | 80’                                                                     |
| 12-6-2022                                                               | Ginevra                                                                 | Svizzera                                                                | 1 – 0                                                                   | Portogallo                                                              | UEFA Nations League 2022-2023 - 1º turno                                | 1                                                                       |                                                                         |
| 24-9-2022                                                               | Saragozza                                                               | Spagna                                                                  | 1 – 2                                                                   | Svizzera                                                                | UEFA Nations League 2022-2023 - 1º turno                                | -                                                                       | 86’                                                                     |
| 27-9-2022                                                               | San Gallo                                                               | Svizzera                                                                | 2 – 1                                                                   | Rep. Ceca                                                               | UEFA Nations League 2022-2023 - 1º turno                                | -                                                                       | 65’                                                                     |
| 17-11-2022                                                              | Abu Dhabi                                                               | Ghana                                                                   | 2 – 0                                                                   | Svizzera                                                                | Amichevole                                                              | -                                                                       | 65’                                                                     |
| 24-11-2022                                                              | Al Wakrah                                                               | Svizzera                                                                | 1 – 0                                                                   | Camerun                                                                 | Mondiali 2022 - 1º turno                                                | -                                                                       | 72’                                                                     |
| 28-11-2022                                                              | Doha                                                                    | Brasile                                                                 | 1 – 0                                                                   | Svizzera                                                                | Mondiali 2022 - 1º turno                                                | -                                                                       | 76’                                                                     |
| 6-12-2022                                                               | Lusail                                                                  | Portogallo                                                              | 6 – 1                                                                   | Svizzera                                                                | Mondiali 2022 - Ottavi di finale                                        | -                                                                       | 54’                                                                     |
| 19-6-2023                                                               | Lucerna                                                                 | Svizzera                                                                | 2 – 2                                                                   | Romania                                                                 | Qual. Euro 2024                                                         | -                                                                       | 59’                                                                     |
| Totale                                                                  |                                                                         | Presenze (10º posto)                                                    | 93                                                                      |                                                                         | Reti (8º posto)                                                         | 25                                                                      |                                                                         |

| Cronologia completa delle presenze e delle reti in nazionale ― Svizzera under 21 | Cronologia completa delle presenze e delle reti in nazionale ― Svizzera under 21 | Cronologia completa delle presenze e delle reti in nazionale ― Svizzera under 21 | Cronologia completa delle presenze e delle reti in nazionale ― Svizzera under 21 | Cronologia completa delle presenze e delle reti in nazionale ― Svizzera under 21 | Cronologia completa delle presenze e delle reti in nazionale ― Svizzera under 21 | Cronologia completa delle presenze e delle reti in nazionale ― Svizzera under 21 | Cronologia completa delle presenze e delle reti in nazionale ― Svizzera under 21 |
| Data                                                                             | Città                                                                            | In casa                                                                          | Risultato                                                                        | Ospiti                                                                           | Competizione                                                                     | Reti                                                                             | Note                                                                             |
| -------------------------------------------------------------------------------- | -------------------------------------------------------------------------------- | -------------------------------------------------------------------------------- | -------------------------------------------------------------------------------- | -------------------------------------------------------------------------------- | -------------------------------------------------------------------------------- | -------------------------------------------------------------------------------- | -------------------------------------------------------------------------------- |
| 1-9-2011                                                                         | Tallinn                                                                          | Estonia under 21                                                                 | 0 – 0                                                                            | Svizzera under 21                                                                | Qual. Europeo Under-21 2013                                                      | -                                                                                |                                                                                  |
| 5-9-2011                                                                         | Sion                                                                             | Svizzera under 21                                                                | 4 – 0                                                                            | Croazia under 21                                                                 | Qual. Europeo Under-21 2013                                                      | 1                                                                                | 74’                                                                              |
| 7-10-2011                                                                        | Tbilisi                                                                          | Georgia under 21                                                                 | 0 – 1                                                                            | Svizzera under 21                                                                | Qual. Europeo Under-21 2013                                                      | -                                                                                | 46’                                                                              |
| 10-11-2011                                                                       | Lugano                                                                           | Svizzera under 21                                                                | 5 – 0                                                                            | Georgia under 21                                                                 | Qual. Europeo Under-21 2013                                                      | -                                                                                |                                                                                  |
| 14-11-2011                                                                       | Cordova                                                                          | Spagna under 21                                                                  | 3 – 0                                                                            | Svizzera under 21                                                                | Qual. Europeo Under-21 2013                                                      | -                                                                                | 64’                                                                              |
| 29-2-2012                                                                        | Vila-real                                                                        | Svizzera under 21                                                                | 1 – 2                                                                            | Austria under 21                                                                 | Amichevole                                                                       | -                                                                                | 48’                                                                              |
| 2-6-2012                                                                         | Spalato                                                                          | Croazia under 21                                                                 | 1 – 2                                                                            | Svizzera under 21                                                                | Qual. Europeo Under-21 2013                                                      | 1                                                                                | 60’                                                                              |
| 6-9-2012                                                                         | Sion                                                                             | Svizzera under 21                                                                | 0 – 0                                                                            | Spagna under 21                                                                  | Qual. Europeo Under-21 2013                                                      | -                                                                                | 71’                                                                              |
| 10-9-2012                                                                        | Thun                                                                             | Svizzera under 21                                                                | 3 – 0                                                                            | Estonia under 21                                                                 | Qual. Europeo Under-21 2013                                                      | 1                                                                                | 55’                                                                              |
| 12-10-2012                                                                       | Leverkusen                                                                       | Germania under 21                                                                | 1 – 1                                                                            | Svizzera under 21                                                                | Qual. Europeo Under-21 2013                                                      | -                                                                                | 72’                                                                              |
| 16-10-2012                                                                       | Lucerna                                                                          | Svizzera under 21                                                                | 1 – 3                                                                            | Germania under 21                                                                | Qual. Europeo Under-21 2013                                                      | -                                                                                | 68’                                                                              |
| Totale                                                                           |                                                                                  | Presenze                                                                         | 11                                                                               |                                                                                  | Reti                                                                             | 3                                                                                |                                                                                  |

## Palmarès

### Club

#### Competizioni giovanili
- Coppa Italia Primavera: 1

Fiorentina: 2010-2011

#### Competizioni nazionali
- Supercoppa di Portogallo: 2

Benfica: 2017, 2019
- Campionato portoghese: 1

Benfica: 2018-2019
- Campionato emiratino: 1

Al Wasl: 2023-24
- Coppa del Presidente degli Emirati Arabi Uniti: 1

Al Wasl: 2023-24

### Nazionale
- Campionato mondiale Under-17: 1

2009

### Individuale
- Capocannoniere del Campionato mondiale di calcio Under-17: 1

2009 (5 gol)
- Capocannoniere della Primeira Liga: 1

2018-2019 (23 gol)